# 姜波 (中长跑运动员)
姜波（1977年5月13日—，辽宁省瓦房店市）是中国女子中长跑运动员。1997年10月18日她在上海1500米赛跑跑出3分50秒98，当时为全世界第四，仅次于纪录保持者菲斯·基皮耶贡、根泽比·迪巴巴和同胞曲云霞。

## 外部連結
- 姜波在的頁面